# Erebia zagazia
Erebia zagazia är en fjärilsart som beskrevs av Hans Fruhstorfer 1917. Erebia zagazia ingår i släktet Erebia och familjen praktfjärilar. Inga underarter finns listade i Catalogue of Life.